# Winston Caldeira

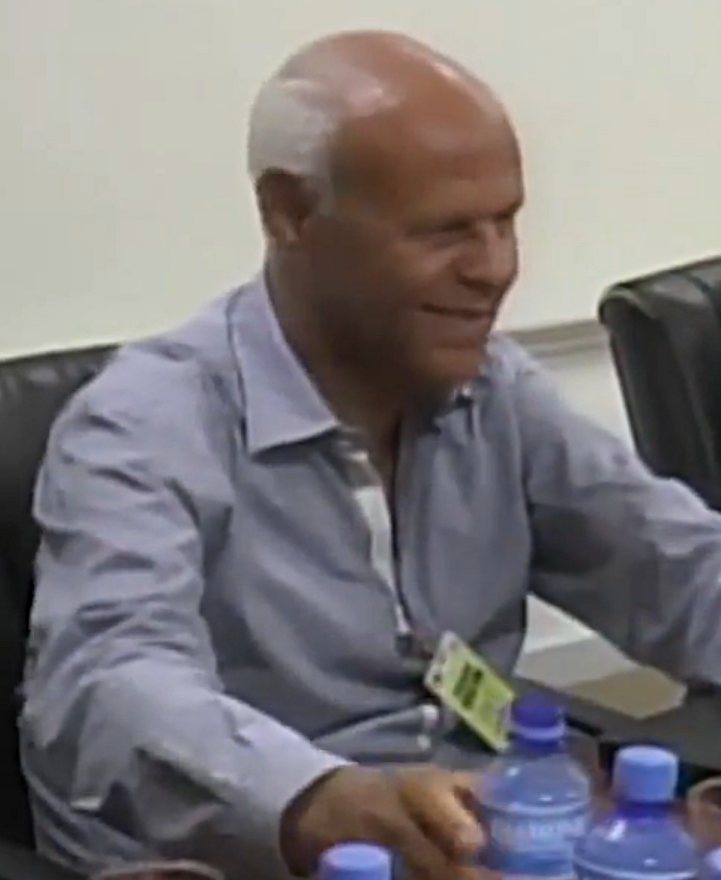
Winston Caldeira (2016)

Winston Ramon Caldeira (Paramaribo, 4 juni 1941) is een Surinaams consultant en voormalig politicus.

## Biografie
Caldeira heeft in Nederland aan de Landbouwhogeschool Wageningen gestudeerd waar hij in 1971 is afgestudeerd. Ook voor andere personen die vanaf het begin betrokken waren bij de in 1973 opgerichte politieke partij Progressieve Arbeiders- en Landbouwers Unie (PALU) geldt dat zij daar gestudeerd hebben zoals Iwan Krolis en Franklin Vreden. Na te zijn afgestudeerd keerde Caldeira terug naar Suriname waar hij als econoom ging werken op het ministerie van Landbouw, Veeteelt en Visserij.
Na de sergeantencoup in 1980 werd hij directeur van het Planbureau en halverwege 1981 volgde hij Henry Neijhorst op als lid van de Surinaamse sectie van de Commissie Ontwikkelingssamenwerking Nederland-Suriname (CONS). Toen Suriname in 1975 onafhankelijk werd, had Nederland aan Suriname toegezegd om enkele miljarden guldens te geven voor de ontwikkeling van het land. De CONS hield zich vooral bezig met het toekennen van dat geld aan projecten in Suriname.
Als directeur van het Planbureau en als CONS-lid was Caldeira een voorstander van kleinschalige ontwikkeling en hij was daarom ook een fel tegenstander van het West-Surinameplan. In het kader van dat plan werd van 1976 tot 1978 een 80 kilometer lange spoorweg aangelegd, van het Inheemsendorp Apoera naar het Bakhuisgebergte ten behoeve van de winning van bauxiet. De bedoeling was om later ook bij Kabalebo een stuwdam en elektriciteitscentrale te bouwen. Na de staatsgreep van 1980 is dat project uiteindelijk gestaakt, waardoor de spoorweg nooit is gebruikt. Al in een eerder stadium was duidelijk dat uitvoering van het project door onder andere gedaalde prijzen van bauxiet op de wereldmarkt waarschijnlijk verliesgevend zou worden.
Bijna drie jaar na die staatsgreep werden op 8 december 1982 vijftien tegenstanders van het militaire regime vermoord, een gebeurtenis die bekendstaat als de Decembermoorden. Caldeira stond aanvankelijk op de lijst van het Openbaar Ministerie van personen die verdacht werden hierbij betrokken te zijn. De dag na de moorden trad het gehele kabinet-Neijhorst af en pas drie maanden later volgde een nieuw kabinet met nogal wat PALU-ministers onder wie Winston Caldeira, die minister van Financiën en Planning werd (28 februari 1983 tot 1 februari 1984). Andere PALU-ministers waren Errol Alibux (Buitenlandse Zaken en tevens premier), Franklin Vreden (Landbouw, Veeteelt en Visserij) (19 juni 1981 tot 31 maart 1982 en 28 maart 1983 tot 3 februari 1984) en Willy Chin Joe (Openbare Werken, Telecommunicatie en Bouwnijverheid) (28 februari tot 3 februari 1984). 
Van december 1983 tot januari 1984 vond in Suriname een grote staking plaats. Deze was in eerste instantie gericht tegen belastingverhogingen, maar later ook tegen de regering en het militaire bewind. Op 7 januari 1984 werd de regering ontbonden waarmee een einde kwam aan het ministerschap van Caldeira.
De laatste jaren is hij actief als adviseur voor o.a. de Surinaamse overheid. Zo was hij adviseur van Tjan Gobardhan toen deze eind jaren negentig minister van Financiën was (vanaf 9 september 1997), en schreef hij in 2004 samen met de ontwikkelingseconoom Winston Ramautarsing voor het ministerie van Planning en Ontwikkelingssamenwerking (PLOS) het rapport "Beleid en Actieprogramma Duurzaam Beheer Niet-Urbane Milieu".
Later werd hij consultant voor de Inter-Amerikaanse Ontwikkelingsbank (IDB). 